# Higinio de Basterra
Higinio Basterra Berástegui (1876-1957) fue un escultor español.

## Biografía
Nacido en Bilbao en 1876. Tiene obra esparcida por diversos lugares, entre ellos el cementerio de Plencia y el edificio del Banco de Bilbao en Madrid. Falleció en 1957. Era hijo de Serafín Basterra, también escultor. Entre sus influencias se encontraron escultores como Auguste Rodin y Constantin Meunier.